# Scythie Mineure

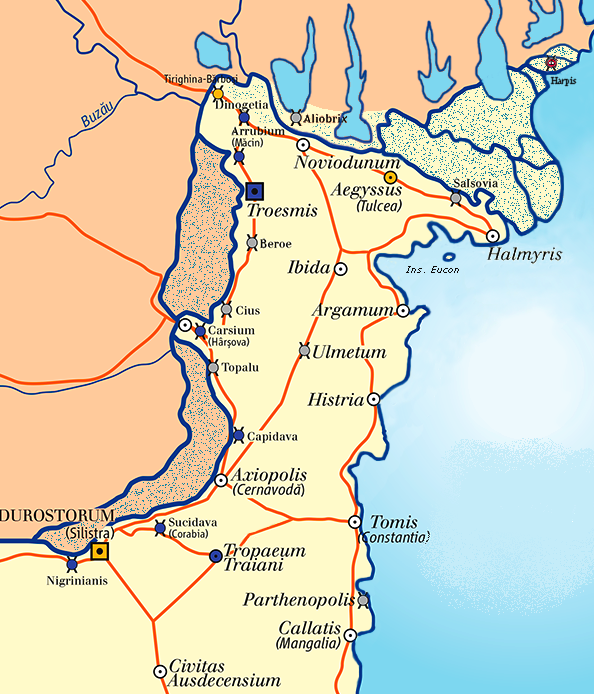
La Scythie mineure dans l'Antiquité.

En hachures rouges la zone d'établissements scythes en Scythie mineure.

La Scythie Mineure ou Scythie Inférieure (en grec : Μικρά Σκυθία, Mikrá Skythia) désigne la région entourée par le Danube au nord et à l'ouest et par la mer Noire à l'est, correspondant peu ou prou à la région historique médiévale de Dobroudja, à cheval sur les actuelles Roumanie et Bulgarie.

## Description
La description la plus ancienne de la région remonte à Hérodote, qui identifie la Scythie à la région correspondant à la steppe pontique. Dans une inscription datant du IIe siècle av. J.-C., un décret d'Histria est mentionné, parlant déjà de la Scythie pour désigner la région de part et d'autre des bouches du Danube, du Tyras et du Borysthène. Le premier usage de l'expression « Scythie Mineure » dans la littérature se trouve dans la Géographie de Strabon, du Ier siècle av. J.-C.

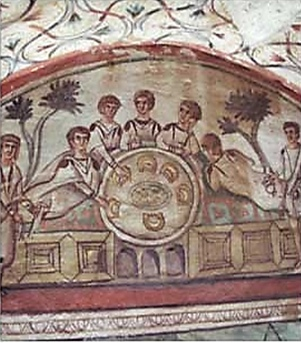
Fresque antique d'un tombeau hypogée de Tomis figurant un repas amical.

La région, peuplée de Gètes, est une composante du royaume de Dacie avant qu'il ne soit conquis par l'Empire romain sous Trajan. Elle est alors incorporée dans la province de Mésie inférieure. Les réformes de Dioclétien la séparent de la Mésie au profit d'une province de Scythie mineure (290c-680c), composante du diocèse de Thrace. Après la division de l'Empire romain en 395, la province devient une région de l'Empire romain d'Orient jusqu'au VIIe siècle. L'expression Scythie Mineure disparaît en même temps que la province, lors des invasions des Slaves et des Bulgares.
De nombreux exégètes tel Cassiodore ont déduit du nom de Scythie Mineure que Jean Cassien et Denys le Petit, natifs de la province, étaient Scythes ; en fait ils s'exprimaient, et fort bien, en grec et latin. Leurs patronymes respectivement Κασσιανός Kassianos / Cassianus et Διονύσιος Dionysios / Dionysius ne sont attestés ni chez les Scythes, ni chez les Gètes, mais dans les cités gréco-romaines d'Orgamè, Histria, Tomis et Callatis; pour Cassien, le prénom Jean a pu être ajouté en hommage à Jean Chrysostome dont il a été un fidèle, et pour Denys, le qualificatif exiguus peut se référer soit à une marque d'humilité de sa part, soit à sa taille physique.
- Liste des anciennes villes de Scythie mineure (en), dont
- Tomis (Constantiana, Constanța), Argamum (Jurilovca), Histria (Istria (Constanța)), Mangalia...